# Nemesgázvegyületek
A nemesgázvegyületek olyan vegyületek, melyek egyik alkotója nemesgáz – a periódusos rendszer 18. csoportjában (régebbi jelöléssel VIII. főcsoport) található elem. Habár a nemesgázok általában nem reakcióképes elemek, számos vegyületük ismert, különösen a xenon esetében. Kémiai szempontból a nemesgázok két csoportba sorolhatók, az egyikben a viszonylag reakcióképes kripton (ionizációs energiája 14,0 eV), xenon (12,1 eV) és radon (10,7 eV) található, a másikat a kevéssé reakcióképes argon (15,8 eV), neon (21,6 eV) és a hélium (24,6 eV) alkotja. Ennek megfelelően a Kr, Xe és Rn normál vagy nem sokkal az alatti hőmérsékleten és nyomáson előállítható és elkülöníthető vegyületeket képez (legalábbis elméletileg, az erősen radioaktív radon esetében), míg a He, Ne és Ar esetében valódi kémiai kötéseket csak spektroszkópiai eljárásokkal találtak, de ezeket is vagy nemesgáz mátrixba fagyasztva 40 K vagy az alatti hőmérsékleten, vagy hangsebességnél gyorsabb nemesgázáramban, vagy – fémekkel – extrém nagy nyomáson mutatták ki.
A nehezebb nemesgázok a könnyebbekhez képest több elektronhéjjal rendelkeznek, így a belső elektronjaik jobban leárnyékolják az atommag töltését, így a külső elektronok – a leárnyékolt pozitív töltéshez való gyengébb kötődés miatt – könnyebben eltávolíthatók az atomból. Az ionizációs energia így elég kicsi ahhoz, hogy stabil vegyületeket képezzenek a legnagyobb elektronegativitású elemekkel – fluor, oxigén –, de bizonyos körülmények között akár olyan, kevésbé elektronegatív elemekkel is, mint a szén vagy nitrogén.

## Előzmények
Amikor a nemesgázokat a 19. század végén először azonosították, egyik esetében sem tapasztalták, hogy más elemekkel vegyülne, ezért úgy gondolták, hogy inert gázok, melyek nem tudnak vegyületeket képezni. A 20. század elején az atomelmélet fejlődésével az inertségüket a telített vegyértékhéjuknak tulajdonították, mely nagy kémiai stabilitást és reakcióra való képtelenséget eredményez. Minden nemesgáz külső s és p pályája (a hélium kivételével, amelynek nincsenek p alhéjai) teljesen be van töltve, ezért nem tudnak könnyen kémiai vegyületeket képezni. Nagy ionizációs energiájuk és szinte nulla elektronaffinitásuk magyarázza kevéssé reakcióképes voltukat.
1933-ban Linus Pauling megjósolta, hogy a nehezebb nemesgázok képesek a fluorral és oxigénnel vegyülni. Egészen pontosan jóslata szerint a kripton-hexafluorid (KrF6) és a xenon-hexafluorid (XeF6) létező vegyület, talán a XeF8 is létezhet instabil vegyületként, és felvetette, hogy a xenonsav perxenát sókat képez. Ezek a jóslatok meglehetősen pontosnak bizonyultak, bár későbbi előrejelzések szerint az XeF8 nemcsak termodinamikailag, hanem kinetikailag is instabil. Az XeF8-at a tudomány 2013-as állása szerint sem állították még elő, bár az oktafluoroxenát(VI) aniont (XeF2−8) már megfigyelték.
1960-ig egyetlen kovalensen kötött nemesgázatomot tartalmazó vegyületet sem szintetizáltak. Az első nemesgázvegyületről 1962 júniusában számolt be Neil Bartlett, aki megfigyelte, hogy az erősen oxidáló platina-hexafluorid az O2-t dioxigenil kationná ionizálta. Mivel az O2 O+2-ná történő ionizációjának energiája (1165 kJ mol−1) csaknem azonos a Xe Xe+-ná történő ionizálásának energiájával (1170 kJ mol−1), ezért kipróbálta, hogy reagál-e a Xe a PtF6-dal. Ennek eredményeképp kristályos xenon-hexafluoroplatinát terméket kapott, melyre az Xe+[PtF6]− szerkezetet javasolta.
Később kimutatták, hogy a kapott termék valójában összetettebb, van benne XeFPtF5 és XeFPt2F11 is. Mindenesetre ez volt az első igazi vegyülete bármelyik nemesgáznak.
Az első biner nemesgázvegyületről később számoltak be 1962-ben. Bartlett előállította a xenon-tetrafluoridot (XeF4) xenon és fluor magas hőmérsékleten végbemenő reakciójával. Más csoportok mellett Rudolf Hoppe az elemek reakciójával xenon-difluoridot (XeF2) szintetizált.
Az első xenonvegyületek sikeres előállítását követően 1963-ban számoltak be a kripton-difluorid szintéziséről.

## Valódi nemesgázvegyületek
Ebben a szakaszban a nem radioaktív nemesgázokat tárgyaljuk csökkenő atomtömeg szerinti sorban – ez többnyire felfedezésük sorrendjét és az ismeretek nagyságát is tükrözi. A radioaktív elemek – radon és oganesszon – tanulmányozása nehezebb, ezekre a fejezet végén térünk ki.

### Xenonvegyületek
Az XeF4 és XeF2 1962-es kezdeti vizsgálatai után további xenonvegyületeket is előállítottak, többek között más fluoridokat (XeF6), oxifluoridokat (XeOF2, XeOF4, XeO2F2, XeO3F2, XeO2F4) és oxidokat (XeO2, XeO3 és XeO4). A xenon-difluoridot Xe és F2 gázokból állították elő napfény hatására. A xenon-fluoridok más fluoridokkal fluoroxenátokat – ilyen például a nátrium-oktafluoroxenát (Na+2XeF2−8) – vagy fluoroxenónium sókat képeznek, erre példa a trifluoroxenónium-hexafluoroantimonát (XeF+3SbF−6).[forrás?]
Más halogenideket tekintve rövid életű nemesgáz-halogenid excimereket – ilyen például a XeCl2 vagy XeCl – in situ állítanak elő excimerlézerekben.[forrás?]
Kimutatták, hogy a xenon változatos, XeOnX2 általános képlettel leírható vegyületeket képez, ahol n=1, 2 vagy 3, X pedig valamilyen elektronegatív csoport, például CF3, C(SO2CF3)3, N(SO2F)2, N(SO2CF3)2, OTeF5, O(IO2F2) stb. E vegyületek köre meglehetősen nagy, hasonló ahhoz, mint amely a szomszédos jód esetében látható: a százas nagyságrendet is eléri, és található bennük xenon-oxigén, -nitrogén, -szén, -bór és még -arany kötés is, valamint perxenonsav, különböző halogenidek és komplex ionok.[forrás?]
Az Xe+2Sb4F−21 vegyületben Xe–Xe kötés található, mely a leghosszabb ismert elem-elem kötés (308,71 pm = 3,0871 Å). Beszámoltak arról is, hogy az excimerlézerek működése közben azokban rövid élettartamú Xe2 excimerek keletkeznek.[forrás?]

### Kriptonvegyületek
A kriptongáz a fluorral rendkívül erélyes körülmények között vegyül, ekkor az alábbi egyenlet szerint KrF2 keletkezik:
Kr + F2 → KrF2
A KrF2 erős Lewis-savakkal KrF+ és Kr2F+3 kationt tartalmazó sók képződése közben reagál. 1963-ban Grosse beszámolt a KrF4 Claasen-módszerrel történő előállításáról, de a későbbiekben kimutatták, hogy tévesen azonosították a vegyületet.
Kr−F kötésen kívül más kötéseket tartalmazó (fluoron kívül más atomot (is) tartalmazó) kriptonvegyületeket is leírtak már. A KrF2 a B(OTeF5)3-tal instabil Kr(OTeF5)2 – kripton-oxigén kötést tartalmazó vegyület – keletkezése közben reagál. A KrF2 és [HC≡NH]+[AsF−6] −50 °C alatti reakciójával [HC≡N−Kr−F]+ kation keletkezik, melyben kripton-nitrogén kötés található.

### Argonvegyületek
Az HArF felfedezését 2000-ben jelentették be. Ez a vegyület kísérletileg kis hőmérsékletű argonmátrixban állítható elő, de számítógépes módszerekkel is vizsgálták. Az argon-hidrid-iont (ArH+) az 1970-es években állították elő.
Ezt a molekulaiont – fénykibocsátásának frekvenciái alapján – a Rák-ködben is azonosították.
Lehetséges, hogy a ArF+ -nak SbF−6 vagy AuF−6 anionnal alkotott szilárd sója is előállítható.

### Neon- és héliumvegyületek
A Ne+, NeAr+, NeH+ és HeNe+ ionokat optikai és tömegspektrometriás vizsgálatok eredményei alapján ismerjük. A neon instabil hidrátot is képez. Akadnak elméleti és gyakorlati bizonyítékok pár metastabil héliumvegyület létezésére, melyek nagyon alacsony hőmérsékleten vagy extrém nyomáson fordulhatnak elő. A stabil HeH+ ionról 1925-ben számoltak be, de ezt nem tekintették valódi vegyületnek, mivel nem semleges molekula, és nem lehet izolálni. Kutatók előállították a Na2He képletű héliumvegyületet, ez a hélium elsőként felfedezett vegyülete.

### Radon- és oganeszonvegyületek
A radon kémiailag nem inert, de rövid felezési ideje (a Rn222-é 3,8 nap) és nagy energiájú radioaktív sugárzása miatt nehezen tanulmányozható az egyetlen, bizonyítottan létező fluoridja (RnF2), az egyetlen leírt oxidja (RnO3) és ezek reakciótermékei.
Az oganeszon izotópjai még rövidebb – ezredmásodperces – élettartamúak, vegyületei egyelőre nem ismertek, bár egyes vegyületek létezését elméleti előrejelzések mutatják.

## Beszámolók a xenon-hexafluoroplatinát és xenon-tetrafluorid felfedezése előttről

### Klatrátok

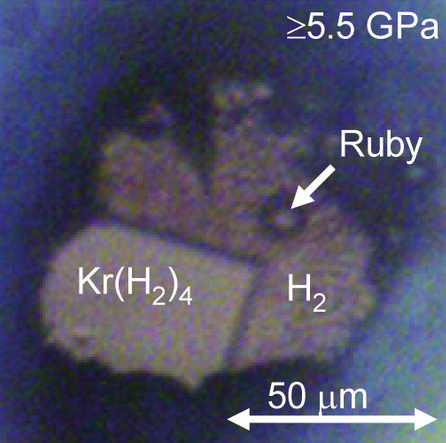
Gyémántsatuban képződött szilárd Kr(H_{2})_{4} és H_{2}. A rubint a nyomás méréséhez használják

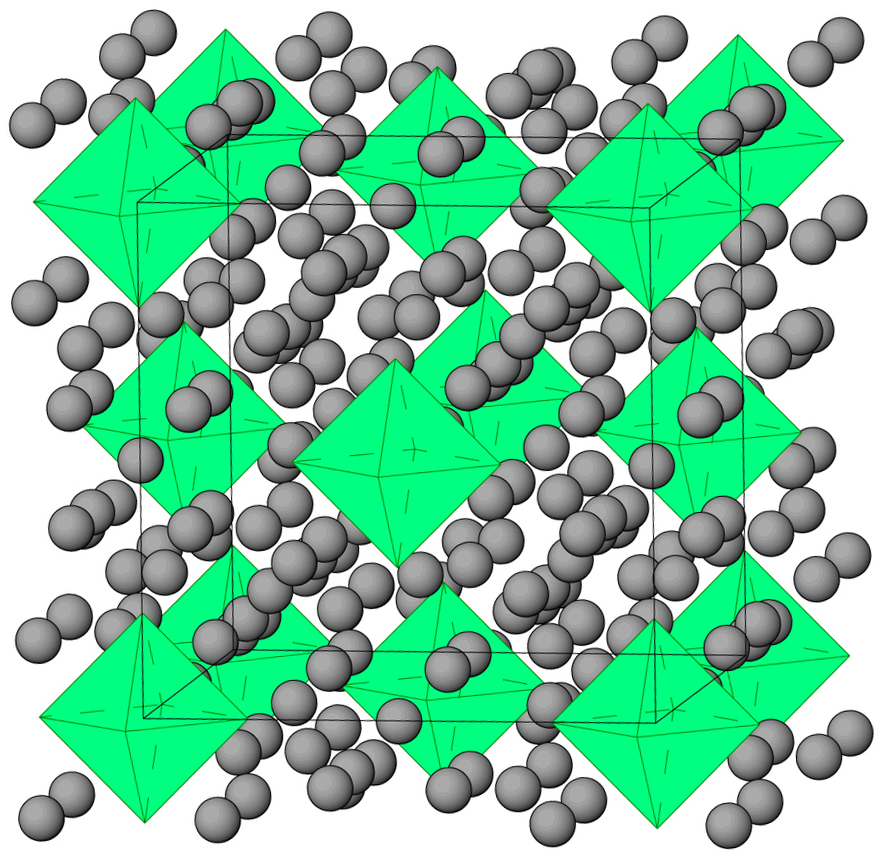
A Kr(H_{2})_{4} szerkezete. A kripton oktaédereket (zöld) véletlenszerű orientációjú hidrogénmolekulák veszik körül

1962 előtt a nemesgázok izolált vegyületei a klatrátokra (a klatrát hidrátokat is ideértve) korlátozódtak, más vegyületeket, például koordinációs vegyületeket csak spektroszkópiai módszerekkel mutattak ki. A klatrátok (más néven zárványvegyületek) a nemesgázok olyan vegyületei, melyben a nemesgázatomok bizonyos szerves vagy szervetlen anyagok kristályrácsának üregeibe vannak bezárva. Képződésük alapvető feltétele, hogy a vendég (nemesgáz)atom mérete megfelelő legyen, hogy illeszkedjen a fogadó kristályrács üregeibe – az Ar, Kr és Xe például klatrátot képez a kristályos β-hidrokinonnal, a He és Ne azonban túlságosan kis méretűek, így nem maradnak meg az üregbe zárva. Hasonlóképpen a Kr és Xe beépülhet a melanoflogit rácsába.[forrás?]
Gyémántsatuban, mintegy 10 GPa nyomáson hélium-nitrogén (He(N2)11) kristályokat növesztettek szobahőmérsékleten. A szilárd argon-hidrogén klatrát (Ar(H2)2) kristályszerkezete megegyezik a MgZn2 Laves-fáziséval. 4,3 és 220 GPa közötti nyomáson keletkezik, bár Raman-mérések alapján az Ar(H2)2-ben 175 GPa felett disszociálnak a H2 molekulák. 5 GPa nyomás felett hasonló Kr(H2)4 keletkezik. Ez a szilárd anyag lapcentrált köbös szerkezetű, melyben a kripton oktaédereket véletlenszerűen orientálódó hidrogénmolekulák veszik körbe. Ezzel szemben a szilárd Xe(H2)8 esetében a xenonatomok dimereket képeznek a szilárd hidrogénben.

### Koordinációs vegyületek
Alacsony hőmérsékleten feltételezik koordinációs vegyületek, például Ar·BF3 létezését, de ezeket mindeddig nem igazolták.[forrás?] Olyan, elektronbombázással keletkezett vegyületek képződéséről is beszámoltak, mint a WHe2 és HgHe2, de újabb kutatások kimutatták, hogy ezek valószínűleg a He fémfelületre történő adszorpciójának eredményei, így ezek nem tekinthetők ténylegesen kémiai vegyületeknek.[forrás?]

### Hidrátok
Nagy nyomás alatt a vízbe juttatott nemesgázok hidrátokat képeznek. A feltételezések szerint az erősen dipólusos vízmolekula gyenge dipólusmomentumot indukál a nemesgázatomokban, aminek révén dipólus-dipólus kölcsönhatás lép fel. A nehezebb nemesgázatomok esetén ez a hatás nagyobb mértékű, így a beszámolók szerint a Xe·5,75 H2O a legstabilabb hidrát, olvadáspontja 24 °C. Ennek a hidrátnak a deuterált változatát is előállították.

## Fullerén adduktumok

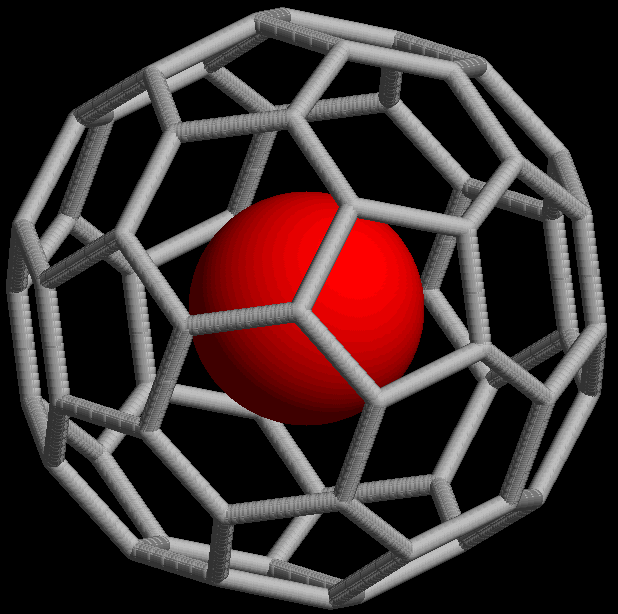
Nemesgázatomot magába záró buckminszterfullerén (C_{60}) szerkezete

A nemesgázok endohedrális fullerénvegyületeket is képezhetnek, melyekben a nemesgázatom a fullerénmolekula belsejébe van zárva. 1993-ban fedezték fel, hogy a kb. 3 bar nyomású He-nak vagy Ne-nak kitett C60 He@C60-at és Ne@C60-at képez. Ilyen körülmények között kb. 650 000 C60 molekulából csak egybe épült be héliumatom, nagyobb nyomás (3000 bar) esetén akár 0,1% hozam is elérhető. Az argon, kripton és xenon endohedrális komplexeit is előállították, a He@C60 számos adduktumával együtt.

## Felhasználásuk
A nemesgázvegyületeket leggyakrabban oxidálószerként vagy mint a nemesgázok nagy sűrűségű tárolási formáját alkalmazzák. A xenonsav értékes oxidálószer, mivel nem hagy hátra szennyezőket – a xenon egyszerűen gáz formában távozik –, ilyen formában csak az ózon a versenytársa. A perxenátok még erélyesebb oxidálószerek.[forrás?] A xenonalapú oxidálószereket felhasználják szobahőmérsékleten stabil karbokationok SO2ClF oldatában történő szintéziséhez.
A xenon nagy mennyiségű fluort tartalmazó stabil sói (például az NF4XeF7 tetrafluoroammónium-heptafluoroxenátot és az ezzel rokon (NF4)2XeF8 tetrafluoroammónium-oktafluoroxenát) a rakéták hajtóanyagául kifejlesztett nagy energiájú oxidálószerek.
A xenon-fluoridok mindegyike jó fluorozó- és erős oxidálószer.
A klatrátokat a He és Ne Ar-tól, Kr-tól és Xe-tól történő elválasztására, valamint az Ar, Kr és Xe szállításához használják.[forrás?] (Például a kripton és xenon radioaktív izotópjainak tárolása és az azoktól történő megszabadulás nehezen oldható meg, vegyületeik formájában kezelésük könnyebb lehet, mint a gázállapotú elemé.) Továbbá a radioizotópok klatrátjai megfelelőek lehetnek bizonyos típusú sugárzást igénylő kísérletekhez, így például a 85Kr klatrát biztonságos béta-sugárforrás, míg a 133Xe klatrátja jól használható gamma-sugárforrás lehet.[forrás?]

## Fordítás
Ez a szócikk részben vagy egészben  a   Noble gas compound című angol Wikipédia-szócikk ezen változatának fordításán alapul.  Az eredeti cikk szerkesztőit annak laptörténete sorolja fel. Ez a jelzés csupán a megfogalmazás eredetét és a szerzői jogokat jelzi, nem szolgál a cikkben szereplő információk forrásmegjelöléseként.